# Красное Знамя (Добрушский район)
Красное Знамя (бел. Чырвоны Сцяг; до 1924 года — Хатки) — упразднённая деревня в Демьянковском сельсовете Добрушского района Гомельской области Беларуси.
На востоке граничит с лесом, на севере — местный торфяной заказник.
В связи с радиационным загрязнением в результате катастрофы на Чернобыльской АЭС жители (30 семей) в 1990—1992 годах переселены в чистые места.

## География

### Расположение
В 22 км на северо-запад от районного центра и железнодорожной станции Добруш (на линии Гомель — Унеча), 50 км от Гомеля, 1 км от границы с Россией.

## Транспортная сеть
Транспортная связь по просёлочной, затем по автомобильной дороге Демьянки — Добруш. Планировка состоит из почти прямолинейной широтной улицы, застроенной двусторонне, деревянными домами.

## История
По письменным источникам известна с XIX века как деревня в Белицком уезде Могилёвской губернии. Согласно переписи 1897 года в деревне Петрова Свеча (она же Хатки) Вылевской волости Гомельского уезда работали школа грамоты, хлебозапасный магазин. В 1909 году рядом был одноимённый фольварк.
С 8 декабря 1926 года по 30 декабря 1927 года центр Краснознамённого сельсовета Добрушского, с 4 августа 1927 года Ветковского района Гомельского округа. В 1931 году организован колхоз. В 1959 году входила в состав колхоза «Молот» (бел. «Молат»), центр — деревня Демьянки.
В 2005 году деревня Красное Знамя исключена из данных по учёту и регистрации административно-территориальных и территориальных единиц как фактически несуществующий населённый пункт.

## Население
- 1897 год — 31 двор, 214 жителей (согласно переписи).
- 1909 год — 38 дворов.
- 1926 год — 57 дворов.
- 1959 год — 267 жителей (согласно переписи).
- 1990—1992 годы — жители (30 семей) переселены.